# Fellhaneropsis
Fellhaneropsis is een geslacht van korstmossen behorend tot de familie Byssolomataceae. De typesoort is Fellhaneropsis myrtillicola.

## Soorten
Volgens Index Fungorum bevat het geslacht elf soorten (peildatum december 2021):
| Soortnaam                     | Auteur(s)                             | Publicatiejaar |
| ----------------------------- | ------------------------------------- | -------------- |
| Fellhaneropsis almquistiorum  | S. Ekman                              | 2015           |
| Fellhaneropsis australiana    | Lücking                               | 2001           |
| Fellhaneropsis humicola       | P.M. McCarthy                         | 2021           |
| Fellhaneropsis kurokawana     | G. Thor, Lücking & Tat. Matsumoto     | 2000           |
| Fellhaneropsis macrocarpa     | P.M. McCarthy, Elix & Kantvilas       | 2017           |
| Fellhaneropsis myrtillicola   | (Erichsen) Sérus. & Coppins           | 1996           |
| Fellhaneropsis pallidonigrans | (Müll. Arg.) Kantvilas & Lücking      | 2009           |
| Fellhaneropsis rhododendri    | Aptroot                               | 2012           |
| Fellhaneropsis subantarctica  | Øvstedal                              | 2006           |
| Fellhaneropsis tasmanica      | P.M. McCarthy, Kantvilas & Elix       | 2017           |
| Fellhaneropsis vezdae         | (Coppins & P. James) Sérus. & Coppins | 1996           |